# Munich WCT 1982
Il Munich WCT 1982 è stato un torneo di tennis giocato sul sintetico indoor. È stata la 1ª edizione del torneo che fa parte del World Championship Tennis 1982. Si è giocato a Monaco di Baviera in Germania dall'8 al 14 marzo 1982.

## Campioni

### Singolare maschile
Ivan Lendl ha battuto in finale  Tomáš Šmíd con il punteggio di 3–6, 6–3, 6–1, 6–2

### Doppio maschile
Mark Edmondson /  Tomáš Šmíd hanno battuto in finale  Kevin Curren /  Steve Denton con il punteggio di 4–6, 7–5, 6–2